# Cliff Nobles
Clifford James Nobles (Grove Hill, 4 augustus 1941 - Norristown, 12 oktober 2008) was een Amerikaanse soulzanger.

## Carrière
Nobles groeide op in Mobile en begon met zingen op de highschool als lid van de plaatselijke band The Delroys. Hij verhuisde naar Philadelphia en nam drie singles op voor Atlantic Records, waarvan geen enkele de hitlijst haalde. Wonende in een commune in Norristown, richtte hij de band Cliff Nobles & Co. op met Benny Williams (basgitaar), Bobby Tucker (gitaar) en Robert Marshall (drums). Ze namen demo's op met behulp van songwriter/producent Jesse James en kregen een platencontract met Phil-L.A. van Soul Records.
Hun tweede publicatie was de single Love Is All Right / The Horse, waarop de hoornsectie speelde die later bekendheid zou krijgen als MFSB. The Horse was slechts de instrumentale versie van de A-kant en Nobles, die leadzanger was, speelde en zong niet echt op het nummer. Niettemin werd de single gespeeld door de radiostations en werd voor drie weken een hit in de Billboard Hot 100 (#2, 1968) en in de r&b-hitlijst (#2). De nummer 1-hit op dat moment was This Guy's In Love With You van Herb Alpert. Van The Horse werden een miljoen exemplaren verkocht binnen drie maanden na het uitbrengen, hetgeen een Gouden Plaat opleverde van de RIAA in augustus 1968. Nobles' label ging verder met het uitbrengen van instrumentale singles, waarop Nobles zelf geen noot speelde, maar een latere single waarop Nobles nog net zong, miste de r&b top 40. Het album The Horse, toegeschreven aan Cliff Nobles & Co., werd uitgebracht met veelal instrumentale nummers en haalde de 159e plaats van de Billboard 200 albumhitlijst.
Nadat zijn muzikale carrière ten einde was, werkte Nobles in de bouwnijverheid en later in de elektrotechnische industrie.

## Privéleven en overlijden
Na te zijn verhuisd naar Norristown, kreeg Nobles in juli 1977 een dochter Yvette Blakeslee (Bradley). Nobles overleed in oktober 2008 op 67-jarige leeftijd.
- MusicBrainz: 2d53487f-7205-4a72-8bda-0bf6a9d32f4b
- Virtual International Authority File: 77153716391858820005
- WorldCat: E39PBJyCKMDmkpC7RgQFGyHwG3